# Глубокое время
Глубокое время (англ. Deep time) — концепция геологического времени, исходящая из чрезвычайно медленного характера протекания геологических процессов и большой древности Земли, разработанная в XVIII веке шотландским геологом Джеймсом Хаттоном (1726—1797 годы).

## Концепция
Концепция «глубокого времени» Хаттона основывалась на исследованиях в области геохимии, которые были выполнены в Шотландии и скандинавских странах во второй половине XVIII века. Работы Хаттона первоначально были неоднозначно встречены в научном сообществе — в частности, друг и коллега Хаттона, математик Джон Плэйфер, участвовавший в 1788 году с Хаттоном и Джеймсом Холлом в исследовании геологических отложений в графстве Беруикшир, отмечал: «взгляд в такую бездну времени приводит к головокружению». Особенное неприятие работы Хаттона встретили со стороны так называемых «нептунистов».
В Западной Европе геология как самостоятельная наука, отдельная от минералогии, сформировалась лишь к концу XVIII века на основе работ Нильса Стенсена и Ораса Бенедикта де Соссюра, которые разрабатывали концепции формирования геологических пластов из воды путём химических процессов. Этот подход саксонский минералог Абраам Готлоб Вернер обобщил в теории, получившей название «нептунизм». Последователи Вернера, прозванные «нептунистами», активно защищали теорию возникновении горных пород из вод первичного Мирового океана, покрывавшего всю Землю, и из вод всемирного потопа. Местный порядок напластования горных пород они распространяли на все материки.
Подход Д. Хаттона, опубликованный в его работах 1788 и 1795 годах, получил название плутонизм и был содержательно противоположен нептунизму. В своих работах Хаттон доказал, что базальт, гранит и другие массивно-кристаллические горные породы произошли из застывших минеральных расплавов, то есть были когда-то расплавленной лавой. Хаттон был убежден в чрезвычайно медленном характере протекания геологических процессов и отмечал в этой связи: «мы не находим ни следов начала, ни перспектив конца (геологических процессов)».
Дальнейшее развитие концепция Хаттона получила в XIX веке, в частности, британский геолог Чарлз Лайель ввёл понятие «бесконечно глубокого времени» как научного термина в своём труде «Основы геологии» (англ. Principles of Geology, 1830—1833). Труд Лайеля изучал Чарльз Дарвин во время своего плавания на корабле «Бигль» в 1831—1836 годах.
В XX веке концепцию глубокого времени описали физик Грегори Бенфорд в книге «Глубокое время: как человечество общается через тысячелетия» (англ. Deep Time: How Humanity Communicates Across Millennia) и палеонтолог и редактор журнала Nature Генри Джи в «В поисках глубокого времени» (англ. In Search of Deep Time). Значительный вклад в разработку концепции внёс американский палеонтолог Стивен Гулд в своей работе Стрела  времени, цикл времени (1987).
Американский писатель Джон Макфи рассмотрел концепцию «глубокого времени» в своей книге 1981 года «Бухта и размер» (англ. Basin and Range), частично опубликованной в журнале New Yorker. Одна из метафор МакФи, использованная для объяснения концепции глубокого времени, была приведена в упомянутой книге Гулда:

Рассмотрим продолжительность истории Земли как старую английскую меру длины — ярд, расстояние от кончика носа короля до конца его вытянутой руки. Тогда один удар по ногтю на среднем пальце стирает всю историю человечества.— 
Понятия, подобные глубокому времени, встречаются в трудах персидского учёного Авиценны (Ибн Сины, 973—1037), и китайского учёного Шэнь Ко (1031—1095).
Теологические приложения концепции глубокого времени были разработаны католическим теологом Томасом Берри (1914—2001). Берри предположил, что глубокое понимание истории и функционирования развивающейся Вселенной является необходимым для нашего собственного эффективного функционирования — как отдельных личностей, так и человечества как биологического вида. Эта точка зрения повлияла на развитие глубинной экологии и экософии.
Герберт Уэллс и Джулиан Хаксли в своё время полагали, что трудности восприятия концепции глубокого времени были преувеличены. «Использование разных масштабов времени — это просто вопрос практики», — отмечали они в своей книге 1934 года «Наука о жизни» (англ. The Science of Life). — «Мы очень скоро привыкли к картам, хотя они выполнены в масштабе вплоть до одной стомиллионной от натуральной величины… всё, что нужно, чтобы понять геологическое время, это придерживаться некоторой величины, которая должна быть единицей нового, увеличенного масштаба; пожалуй, самый удобный период — миллион лет, — нужно понять его смысл раз и навсегда усилием воображения, а затем думать о всём прохождении геологического времени с точки зрения этой новой единицы».

### Интернет-ресурсы
- Campbell, Anthony. Book review: In Search of Deep Time (2001). Дата обращения: 29 мая 2014. Архивировано 2 января 2007 года.
- Darwin, C. R. Darwin Correspondence Project - Letter 101 — Darwin, C. R. to Fox, W. D., (9 July 1831) (9 июля 1831). Архивировано из оригинала 16 января 2009 года.
- Korthof, Gert. A Revolution in Palaeontology: Review of Henry Gee's In Search of Deep Time (2000). Дата обращения: 29 мая 2014. Архивировано 29 мая 2014 года.
- Montgomery, Keith. Siccar Point and Teaching the History of Geology (pdf). University of Wisconsin (2003). Дата обращения: 26 марта 2008. Архивировано 15 апреля 2016 года.
- Palmer, A. R.; Zen E-an. The Context of Humanity: Understanding Deep Time (неопр.) // Geological Society of America  / Critical Issues Committee.
- Rance, Hugh. Hutton's unconformities (pdf). Historical Geology: The Present is the Key to the Past. QCC Press (1999). Дата обращения: 20 октября 2008. Архивировано из оригинала 3 декабря 2008 года.

### Книги
- Eddy, Matthew Daniel. The Language of Mineralogy: John Walker, Chemistry and the Edinburgh Medical School 1750-1800 (англ.). — London: Ashgate, 2008. — P. Ch. 5.
- McPhee, John[англ.]. Basin and Range // Annals of the Former World[англ.] (неопр.). — 1998. — С. 77. — ISBN 0-374-10520-0.
- Repcheck, Jack. Chapters 2 and 5 // The Man Who Found Time: James Hutton and the Discovery of the Earth's Antiquity (англ.). — Cambridge: Perseus Books, 2003. — ISBN 0-7382-0692-X.
- Rossi, Paolo (1984). The Dark Abyss of Time: The History of the Earth and the History of Nations from Hooke to Vico, tr. by Lydia Cochrane, Chicago: University of Chicago Press, pp. 338, ISBN 0-226-72835-8.
- Sivin, Nathan[англ.]. Science in Ancient China: Researches and Reflections (англ.). — Brookfield, Vermont[англ.]: Ashgate Publishing Variorum series, 1995. — P. III, 23—24.
- Toulmin Stephen, Goodfield June. The Ancestry of Science: The Discovery of Time (англ.). — University of Chicago Press, 1965. — P. 64.
- White, Andrew Dickson. A History of the Warfare of Science with Theology in Christendom (англ.). — New York City: D. Appleton & Company[англ.], 1896.
- Winchester, Simon[англ.]. Chapter 2 // The Map That Changed the World: William Smith and the Birth of Modern Geology[англ.] (англ.). — New York City: HarperCollins, 2001. — ISBN 0-06-019361-1.

### Журналы
- Kubicek, Robert. Ages in Chaos: James Hutton and the Discovery of Deep Time (англ.) // The Historian : journal. — 2008. — Vol. 70, no. 1. — P. 142—143. — ISBN 0-7653-1238-7.
- Playfair, John. Hutton's Unconformity (неопр.) // Transactions of the Royal Society of Edinburgh. — 1805. — Т. V, № III.